# Children of Bodom
Children of Bodom – fińska grupa muzyczna wykonująca szeroko pojętą muzykę heavymetalową. Powstała w 1993 roku w Espoo pod nazwą Inearthed, z inicjatywy gitarzysty i wokalisty Alexi’ego Laiho i perkusisty Jaski Raatikainena. Po nagraniu trzech kaset demo, w 1997 roku zespół przyjął nazwę Children of Bodom. Nazwa zespołu została zainspirowana niewyjaśnionym morderstwem nad jeziorem Bodom w Finlandii, znajdującym się nieopodal miasta Espoo. W 2009 roku zespół otrzymał nagrodę fińskiego przemysłu fonograficznego Emma-gaala za album Blooddrunk (2008).

## Historia

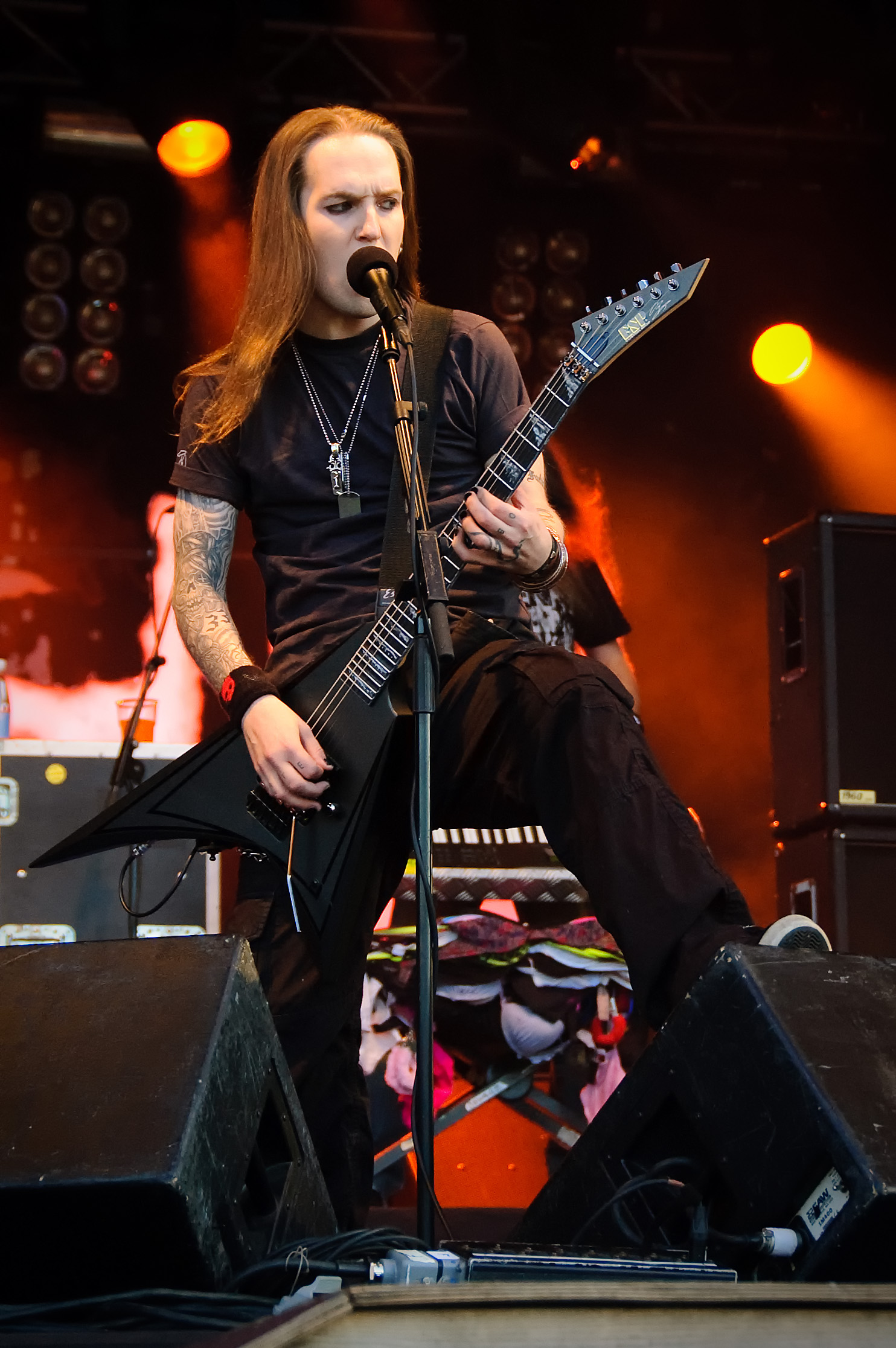
Alexi Laiho podczas koncertu na festiwalu Ilosaarirock 18 lipca 2009 roku

Zespół powstał w 1993 roku w Espoo pod nazwą Inearthed z inicjatywy gitarzysty i wokalisty Alexi’ego Laiho i perkusisty Jaski Raatikainena. Skład uzupełnił basista Samuli Miettinen. W 1994 roku w Munkkiniemen Demostudio trio zarejestrowało cztery kompozycje. Materiał ukazał się na wydanej 12 grudnia tego samego roku kasecie zatytułowanej Implosion of Heaven. W 1995 roku skład opuścił Miettinen, który wraz z rodziną wyemigrował do Stanów Zjednoczonych. Tego samego roku duet Laiho i Raatikainen rozpoczął prace nad nowymi utworami. W lipcu w Astia-Studios zespół zarejestrował drugie demo pt. Ubiquitous Absence of Remission. Partie gitary basowej na potrzeby wydawnictwa zarejestrował Laiho. Z kolei ślady instrumentów klawiszowych nagrali obaj członkowie Children of Bodom. Wkrótce potem do zespołu dołączył basista Henkka Seppälä i gitarzysta Alexander Kuoppala.
Na początku 1996 roku skład uzupełnił także keyboardzista Jani Pirisjoki. W lutym tego samego roku ponownie w Astia-Studios kwintet nagrał trzecie demo pt. Shining. Kaseta ukazała się 14 lutego nakładem samego zespołu. Trzy kasety demo przysporzyły zespołowi popularności. Zainteresowanie zespołem wyraziła belgijska wytwórnia fonograficzna. Jednakże w międzyczasie korzystniejsze warunki umowy zaproponowała fińska firma Spinefarm Records. Z powodu obowiązującego Inearthed kontraktu grupa formalnie została rozwiązana by móc nawiązać współpracę z rodzimą wytwórnią muzyczną. W 1997 roku skład opuścił Pirisjoki, którego zastąpił Janne Wirman. Wówczas także muzycy przyjęli nazwę Children of Bodom, nawiązująca do morderstwa dzieci nad jeziorem Bodom. Sfinalizowany został także kontrakt z wytwórnią Spinefarm Records.
W odnowionym składzie kwintet nagrał debiutancki album. Wydawnictwo zatytułowane Something Wild ukazało się 16 lutego 1997 roku. Płyta dotarła do 20. miejsca listy najpopularniejszych albumów w Finlandii. Nagrania poprzedził split z zespołami Cryhavoc i Wizzard. Debiut był promowany podczas trasy koncertowej w ojczyźnie Children of Bodom wraz z norweskim zespołem blackmetalowym Dimmu Borgir. Do pochodzącego z płyty utworu „Deadnight Warrior” został zrealizowany teledysk który wyreżyserował Ed Grain. W 1998 Children of Bodom dało szereg koncertów w Europie wraz z zespołami Hypocrisy, Benediction i Covenant. Podczas tournée Wirmana zastąpił Erna Siikavirta, wówczas członek formacji Lordi.
Jeszcze w 1998 roku zespół powrócił do Europy z koncertami. Grupa występowała wraz z Dismember, Raise Hell, Night in Gales oraz Agathodaimon. Tym razem Wirman, któremu zobowiązania szkolne uniemożliwiły występy zastąpiła Kimberly Goss, związana poprzednio z grupą Therion. Poza regularną trasę koncertową muzycy Children of Bodom wystąpili także w Petersburg, poprzedzając Impaled Nazarene. W efekcie Laiho otrzymał zaproszenie od zespołu Miki Luttinena w którym objął funkcję drugiego gitarzysty. Drugi album zespołu pt. Hatebreeder ukazał się 14 kwietnia 1999 roku. Wydawnictwo oprócz rodzimej Finlandii trafiło także na niemieckie zestawie Media Control Charts, gdzie uplasowało się na 76. miejscu. Płytę promował singel „Downfall”, który dotarł do 1. miejsca fińskiej listy przebojów. Cykl koncertowy promujący drugą płytę rozpoczął się w Japonii. Zespół koncertował wraz z Arch Enemy, In Flames i Dark Tranquillity. Upamiętnie pobytu w Japonii ustanowił koncertowy album zatytułowany Tokyo Warhearts, wydany w październiku 1999 roku.
Latem 2000 roku w Abyss Studios w Szwecji we współpracy z producentem muzycznym Peterem Tägtgrenem zespół rozpoczął nagrania trzeciej płyty. 30 października 2000 roku został wydany album pt. Follow the Reaper. Czwarty album studyjny zespołu zatytułowany Hate Crew Deathroll został wydany 23 września 2003 roku. W międzyczasie skład opuścił Alexander Kuoppala. Nagrania dotarły m.in. do 1. miejsca fińskiej listy przebojów. Natomiast 25 sierpnia tylko w Japonii ukazała się kompilacja nagrań Children of Bodom pt. Bestbreeder From 1997 to 2000. Także w 2003 roku funkcję drugiego gitarzysty objął Roope Latvala. Na płycie zawierającej nagrania pochodzące z dotychczasowych albumów zespołu znalazła się wcześniej niepublikowana kompozycja „Rebel Yell” z repertuaru Billy’ego Idola.

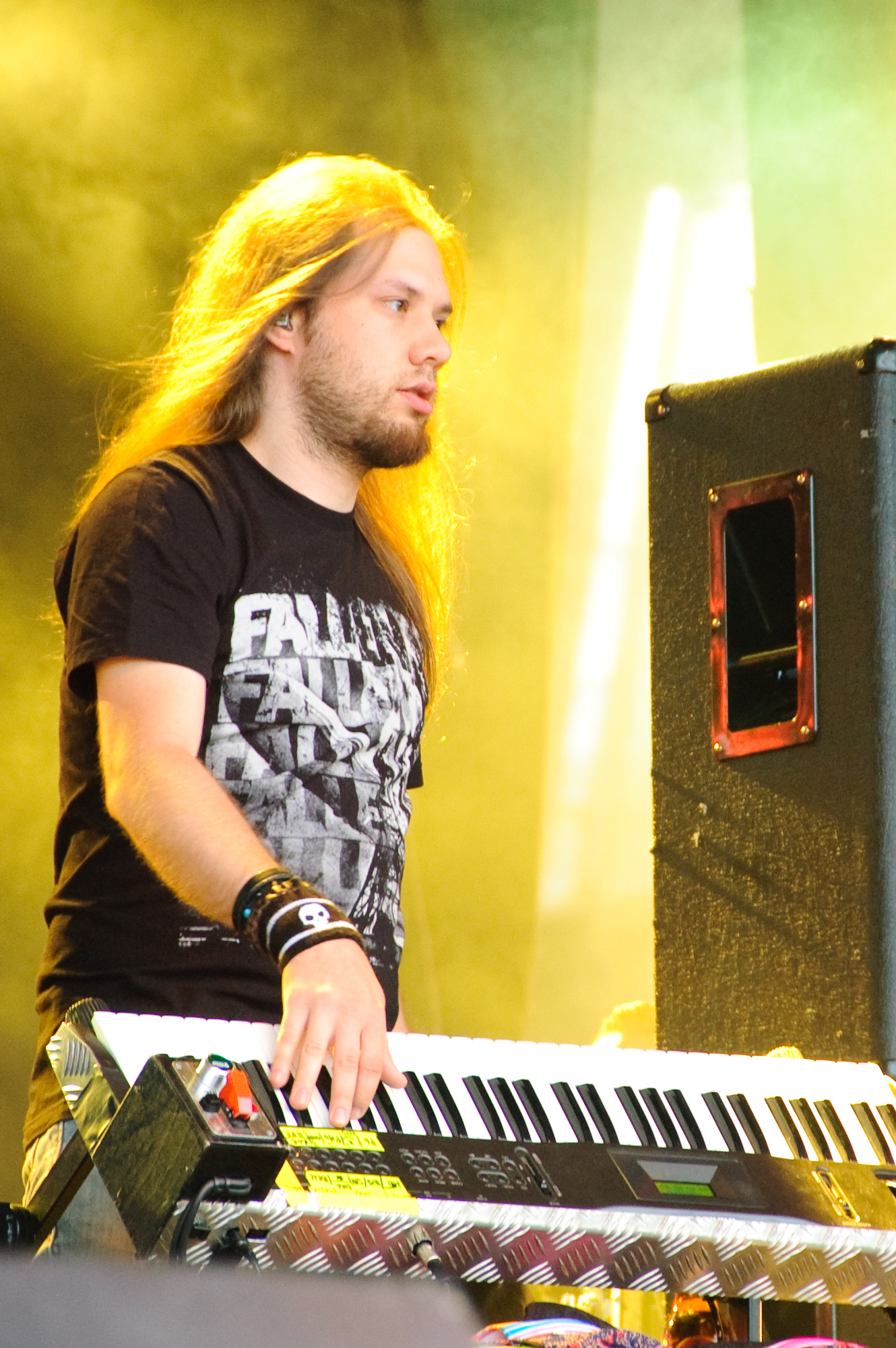
Janne Wirman podczas koncertu na festiwalu Ilosaarirock 18 lipca 2009 roku

6 października 2004 roku ukazała się pierwsza płyta DVD Children of Bodom pt. Trashed, Lost & Strungout. Na nośniku znalazły się utwory audio, w tym interpretacja „Bed of Nails” z repertuaru Alice Coopera, a także nagrania wideo z festiwalu Tuska Open Air. 14 września 2005 został wydany piąty album zespołu pt. Are You Dead Yet?. Płyta przyniosła formacji pierwszy sukces w USA, gdzie dotarła do 195. miejsca listy Billboard 200. Z kolei 30 listopada ukazała się singel DVD pt. In Your Face. Na płycie oprócz tytułowego utworu znalazł się zapis utworu „Sixpounder” z koncertu na festiwalu Wacken Open Air w 2004 roku.
11 października 2006 ukazał się drugi album koncertowy Children of Bodom pt. Chaos Ridden Years: Stockholm Knockout Live. Nagrania ukazały się także w formie wideogramu na płycie DVD. Na wydawnictwie znalazł się koncert zarejestrowany w Arenan w Sztokholmie 5 lutego 2006 roku. Szósty album studyjny grupy zatytułowany Blooddrunk został wydany 7 kwietnia 2008 roku. Promowana teledyskami do utworów „Blooddrunk”, „Hellhounds on my Trail” i „Smile Pretty for the Devil” płyta okazała się największym sukcesem komercyjnym w historii działalności zespołu. Materiał był notowany na listach sprzedaży w dziesięciu krajach w tym rodzimej Finlandii na miejscu 1., a także w Stanach Zjednoczonych gdzie dotarł do 22. miejsca listy Billboard 200.
Na początku 2009 roku zespół odbył europejską trasę koncertową wraz z zespołami Cannibal Corpse i Diablo. 22 września tego samego roku została wydana płyta Skeletons in the Closet. Na wydawnictwie znalazły się interpretacje utworów z repertuaru takich zespołów jak: Iron Maiden, Suicidal Tendencies, Ramones czy Sepultura. 8 marca 2011 roku ukazał się siódmy album studyjny zespołu pt. Relentless Reckless Forever. Do rozszerzonej wersji wydawnictwa została dołączona płyta DVD zawierająca instruktażowy materiał wideo zrealizowany przez Alexi’ego Laiho. Był to także czwarty z rzędu album Children of Bodom notowany na 1. miejscy fińskiej listy sprzedaży. W ramach promocji zostały zrealizowane teledyski do utworów „Was It Worth It?” i „Roundtrip To Hell And Back”.
1 listopada 2019 roku na swoim oficjalnym profilu w serwisie Facebook zespół poinformował, że 15 grudnia 2019 w Helsinkach odbędzie się ostatni koncert w obecnym składzie, po nim z zespołu odchodzą perkusista Jaska Raatikainen, klawiszowiec Janne Wirma oraz basista Henkka Seppäla. Ponieważ Raatikainen, Wirma i Seppäla pozostawali współwłaścicielami praw do nazwy zespołu, Laiho nie mógł się już posługiwać nazwą Children of Bodom. W tym samym roku Alexi Laiho i Daniel Freyberg założyli zespół Bodom After Midnight, nazwany od tytułu utworu z płyty Follow The Reaper. Dołączyli do nich basista Mitja Toivonen i perkusista Waltteri Väyryne. W 2020 zespół rozpoczął pracę nad płytą studyjną i zagrał pierwszy występ na żywo. Alexi Laiho zmarł 29 grudnia 2020.

## Muzycy
| Ostatni skład zespołu - Alexi Laiho – wokal prowadzący, gitara rytmiczna, gitara prowadząca (1993-2019) - Henkka Seppälä – gitara basowa, wokal wspierający (1996–2019) - Janne Wirman – instrumenty klawiszowe (1997–2019) - Jaska Raatikainen – perkusja (1993–2019) - Daniel Freyberg – gitara rytmiczna, gitara prowadząca, wokal wspierający (2016-2019) Muzycy koncertowi - Antti Warman – gitara rytmiczna, gitara prowadząca, wokal wspierający (2015-2016) - Erna Siikavirta – instrumenty klawiszowe (1998) - Kimberly Goss – instrumenty klawiszowe (1998) | Byli członkowie zespołu - Roope Latvala – gitara rytmiczna, gitara prowadząca, wokal wspierający (2003-2015) - Alexander Kuoppala – gitara rytmiczna (1995–2003) - Jani Pirisjoki – instrumenty klawiszowe (1995–1997) - Samuli Miettinen – gitara basowa (1993–1995) |

Oś czasu

## Dyskografia

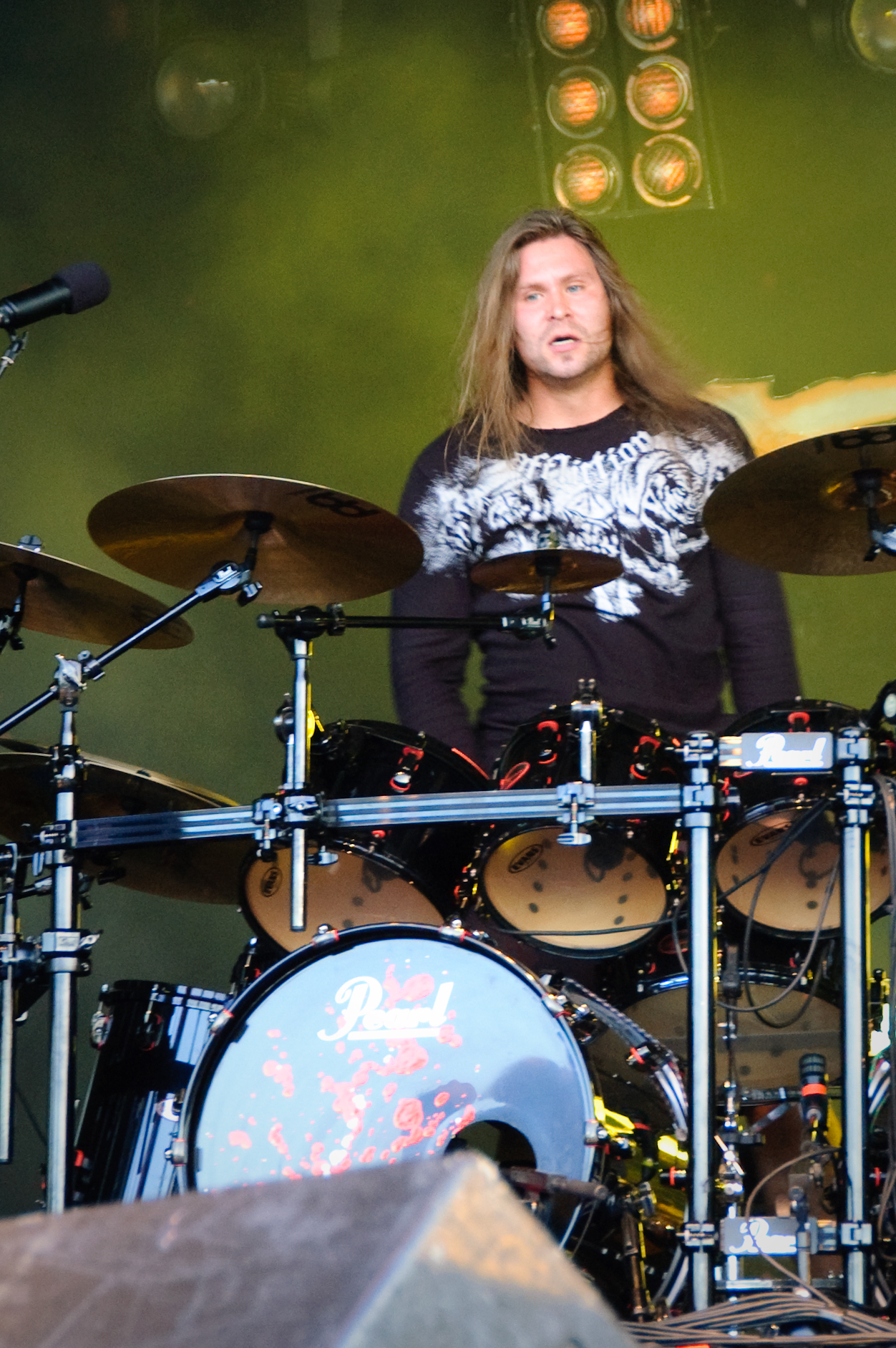
Jaska Raatikainen podczas koncertu na festiwalu Ilosaarirock 18 lipca 2009 roku

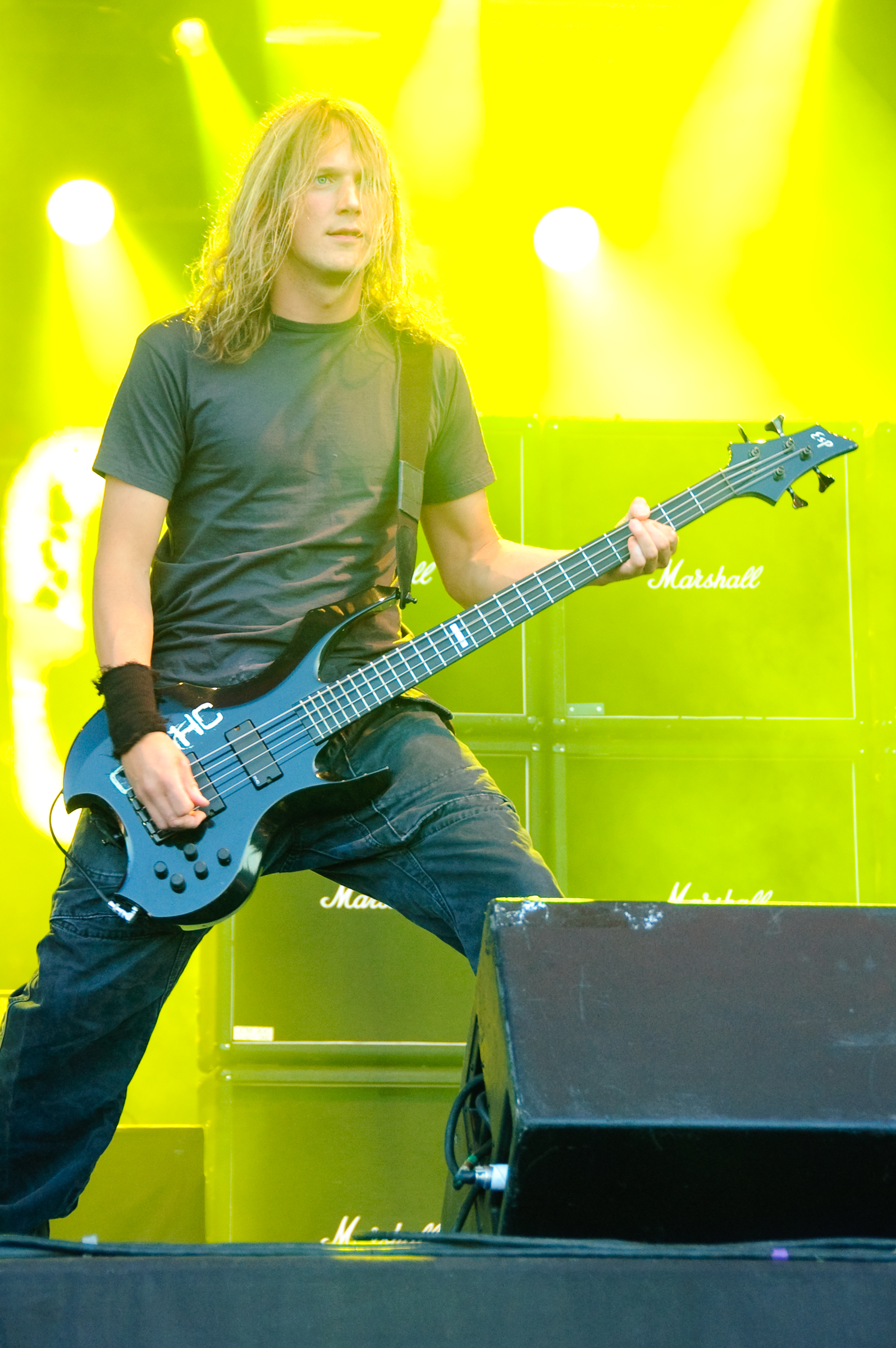
Henkka Seppälä podczas koncertu na festiwalu Ilosaarirock 18 lipca 2009 roku

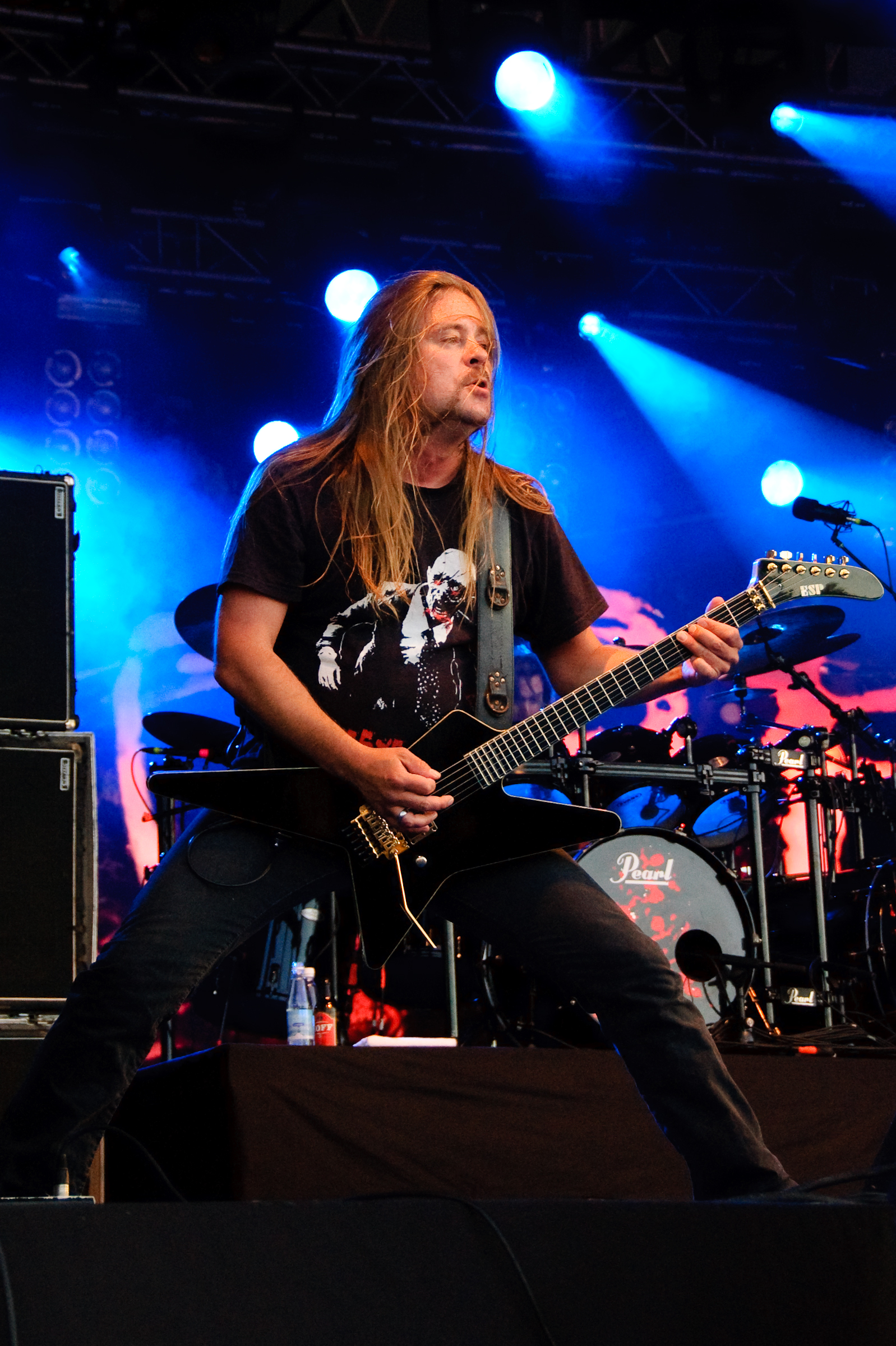
Roope Latvala podczas koncertu na festiwalu Ilosaarirock 18 lipca 2009 roku

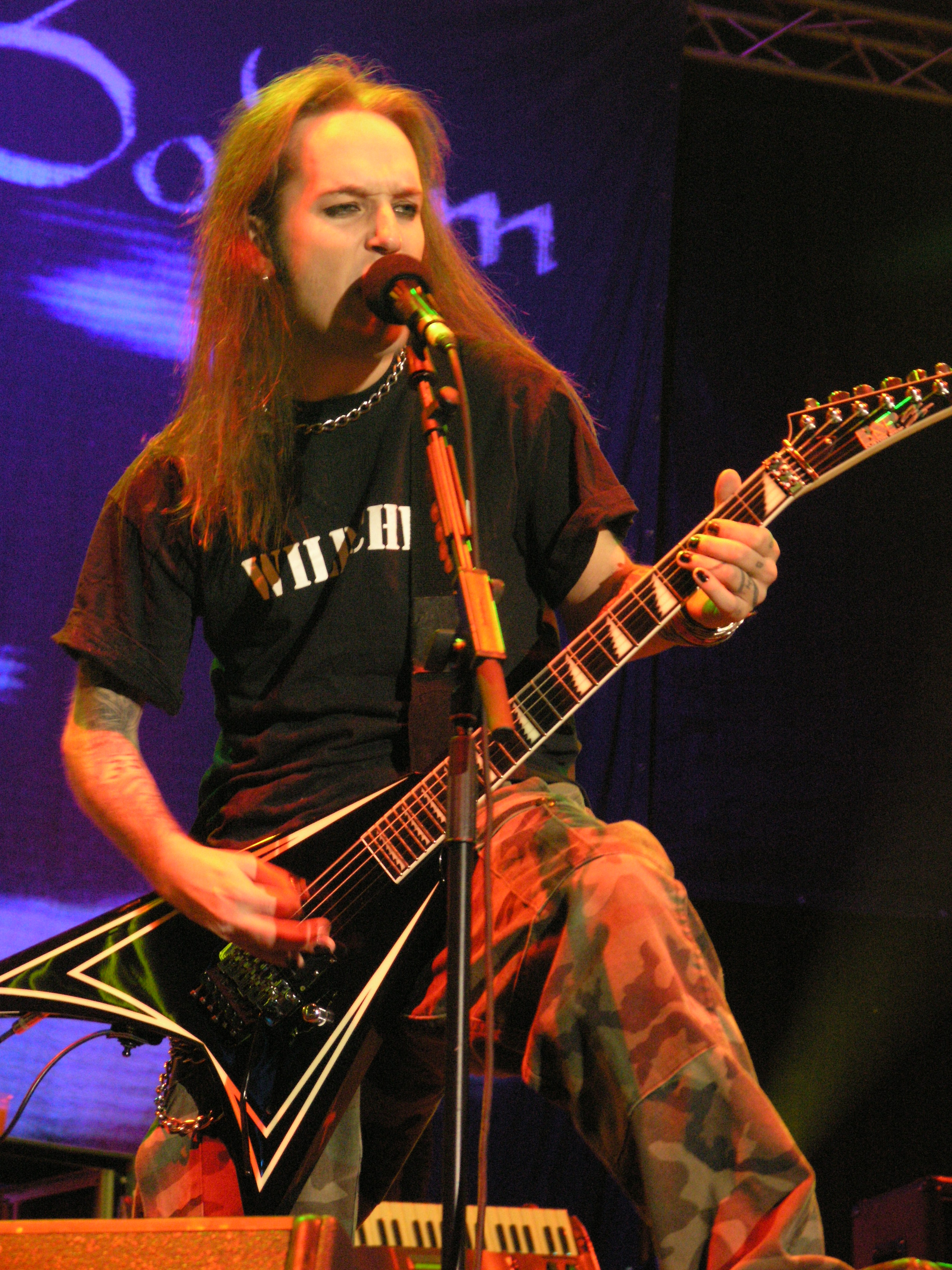
Alexi Laiho podczas koncertu na festiwalu Masters of Rock 14 lipca 2007 roku

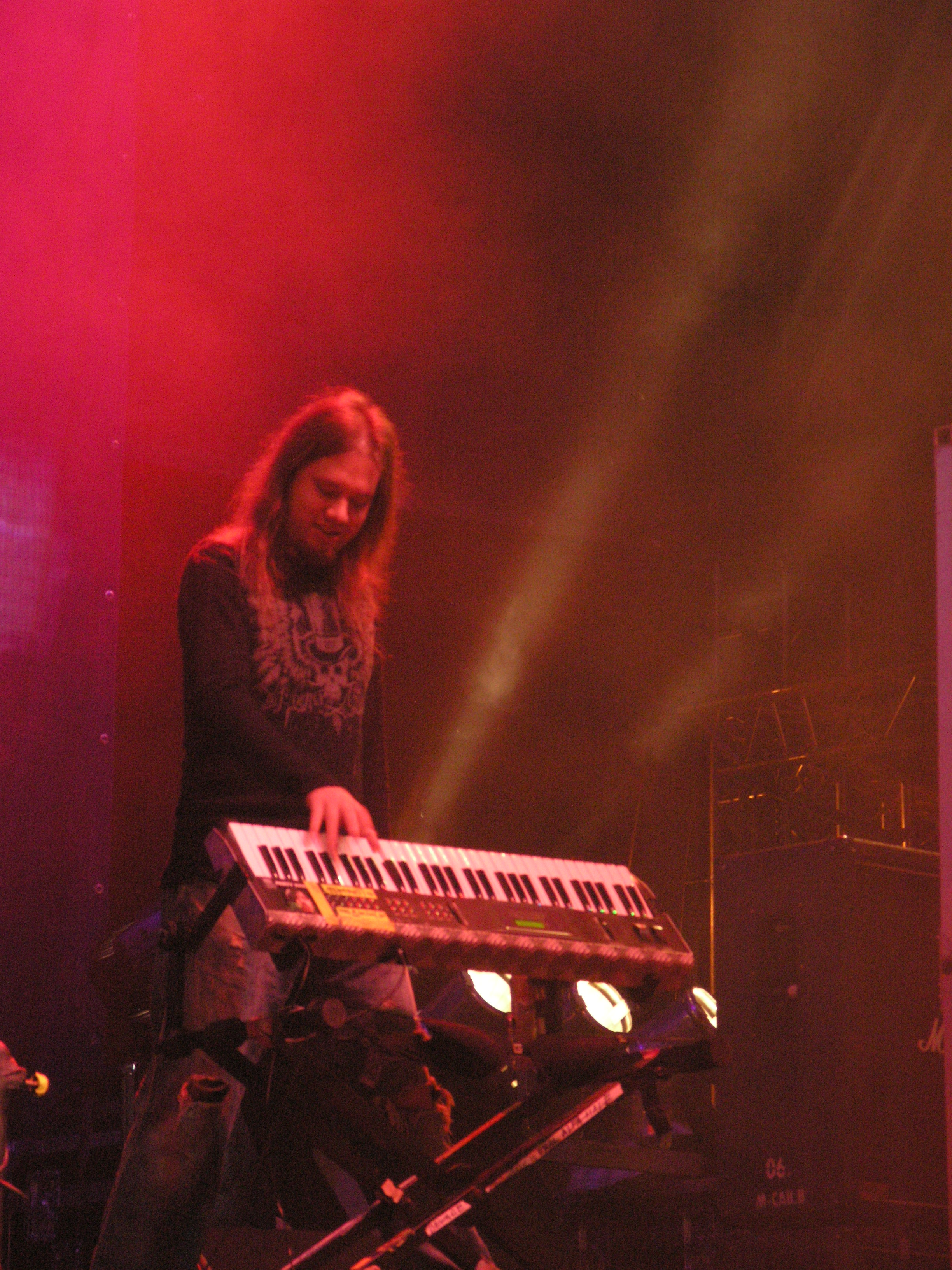
Janne Wirman podczas koncertu na festiwalu Masters of Rock 14 lipca 2007 roku

| 1997                           | Something Wild - Data: 16 lutego 1997 - Wydawca: Spinefarm Records            | –   | 20 | –  | –  | –  | –  | –  | –   | –  | –  | - FIN: złota płyta |
| 1999                           | Hatebreeder - Data: 14 kwietnia 1999 - Wydawca: Spinefarm Records             | –   | 6  | –  | –  | 76 | –  | –  | –   | –  | 83 | - FIN: złota płyta |
| 2000                           | Follow the Reaper - Data: 30 października 2000 - Wydawca: Spinefarm Records   | –   | 3  | –  | –  | 46 | 38 | –  | 88  | –  | 67 | - FIN: złota płyta |
| 2003                           | Hate Crew Deathroll - Data: 23 września 2003 - Wydawca: Spinefarm Records     | –   | 1  | –  | 36 | 45 | –  | –  | 74  | –  | 29 | - FIN: złota płyta |
| 2005                           | Are You Dead Yet? - Data: 14 września 2005 - Wydawca: Spinefarm Records       | 195 | 1  | –  | 16 | 16 | 42 | 79 | 67  | –  | 17 | - FIN: złota płyta |
| 2008                           | Blooddrunk - Data: 7 kwietnia 2008 - Wydawca: Spinefarm Records               | 22  | 1  | 25 | 28 | 10 | 19 | 50 | 161 | 48 | 12 | - FIN: złota płyta |
| 2011                           | Relentless Reckless Forever - Data: 8 marca 2011 - Wydawca: Spinefarm Records | 42  | 1  | –  | 47 | 20 | 29 | 43 | 104 | 47 | 20 | - FIN: złota płyta |
| 2013                           | Halo of Blood - Data 7 czerwca 2013 - Wydawca: Nuclear Blast                  | 54  | 2  | –  | 26 | 18 | 28 | 24 | 109 | –  | 16 |                    |
| 2015                           | I Worship Chaos - Data: 2 października 2015 - Wydawca: Nuclear Blast          | 92  | 1  | –  | –  | 20 | 36 | 26 | 74  | –  | 25 |                    |
| 2019                           | Hexed - Data: 8 marca 2019 - Wydawca: Nuclear Blast                           | –   | 1  | –  | –  | –  | 15 | 14 | 94  | –  | –  |                    |
| „–” pozycja nie była notowana. |                                                                               |     |    |    |    |    |    |    |     |    |    |                    |

Albumy koncertowe
| 1999                           | Tokyo Warhearts - Data: 11 października 1999 - Wydawca: Spinefarm Records                             | 33 | –  |
| 2006                           | Chaos Ridden Years: Stockholm Knockout Live - Data: 11 października 2006 - Wydawca: Spinefarm Records | 28 | 75 |
| „–” pozycja nie była notowana. | |    |    |

Kompilacje
| 2003                           | Bestbreeder From 1997 to 2000 - Data: 25 sierpnia 2003 - Wydawca: Toy’s Factory                | –  | –  | –  | 84 |
| 2009                           | Skeletons in the Closet - Data: 18 września 2009 - Wydawca: Spinefarm Records                  | 9  | 78 | 63 | 67 |
| 2012                           | Holiday at Lake Bodom (15 Years of Wasted Youth) - Data: 22 maja 2012 - Wydawca: Toy’s Factory | 12 | –  | –  | –  |
| „–” pozycja nie była notowana. |                                                                                                |    |    |    |    |

Single
| 1998                           | Downfall                   | 1 | –  | - FIN: złota płyta |
| 2000                           | Hate Me!                   | 1 | –  | - FIN: złota płyta |
| 2002                           | You're Better Off Dead!    | 1 | –  | - FIN: złota płyta |
| 2003                           | Needled 24/7               | – | –  |                    |
| 2004                           | Trashed, Lost & Strungout  | 1 | 89 | - FIN: złota płyta |
| 2005                           | In Your Face               | 1 | –  | - FIN: złota płyta |
| 2008                           | Bloodrunk                  | – | –  |                    |
| 2008                           | Hellhounds On My Trail     | 8 | –  |                    |
| 2008                           | Smile Pretty For the Devil | – | –  |                    |
| 2008                           | Lookin' out My Backdoor    | – | –  |                    |
| 2011                           | Was it Worth it?           | 6 | –  |                    |
| 2011                           | Roundtrip to Hell and Back | – | –  |                    |
| „–” pozycja nie była notowana. |                            |   |    |                    |

Splity
| 1997                           | Children of Bodom (split z Cryhavoc, Wizzard) - Data: 13 stycznia 1997 - Wydawca: Spinefarm Records | 1 | - FIN: złota płyta |
| 1997                           | The Carpenter (split z Nightwish) - Data: 1 listopada 1997 - Wydawca: Spinefarm Records             | – |                    |
| „–” pozycja nie była notowana. | |   |                    |

Inne
| Rok  | Tytuł                                                                                                |
| ---- | --- |
| 1994 | Implosion of Heaven (demo, jako Inearthed) - Data: 12 grudnia 1994 - Wydawca: brak (wydanie własne)  |
| 1995 | Ubiquitous Absence of Remission (demo, jako Inearthed) - Data: 1995 - Wydawca: brak (wydanie własne) |
| 1996 | Shining (demo, jako Inearthed) - Data: 14 lutego 1996 - Wydawca: brak (wydanie własne)               |
| 2004 | Trashed, Lost & Strungout (EP) - Data: 6 października 2004 - Wydawca: Spinefarm Records              |
| 2008 | Hellhounds On My Trail (EP) - Data: 9 czerwca 2008 - Wydawca: Spinefarm Records                      |

## Wideografia
| 2004                           | Trashed, Lost & Strungout (DVD) - Data: 6 października 2004 - Wydawca: Spinefarm Records                     | –  | – | - FIN: złota płyta     |
| 2005                           | In Your Face (singel DVD) - Data: 30 listopada 2005 - Wydawca: Spinefarm Records                             | –  | – |                        |
| 2006                           | Chaos Ridden Years – Stockholm Knockout Live (DVD) - Data: 11 października 2006 - Wydawca: Spinefarm Records | 37 | 2 | - FIN: platynowa płyta |
| „–” pozycja nie była notowana. | |    |   |                        |

## Teledyski
| Rok  | Tytuł                         | Reżyseria        | Album                       |
| ---- | ----------------------------- | ---------------- | --------------------------- |
| 1998 | „Deadnight Warrior”           | Ed Grain         | Something Wild              |
| 1999 | „Downfall”                    | Ed Grain         | Hatebreeder                 |
| 2000 | „Everytime I Die”             | Tuukka Temonen   | Follow The Reaper           |
| 2003 | „Needled 24/7"                | Pasi Takula      | Hate Crew Deathroll         |
| 2003 | „Sixpounder”                  | Ed Grain         | Hate Crew Deathroll         |
| 2004 | „Trashed, Lost and Strungout” | Patric Ullaeus   | Are You Dead Yet?           |
| 2005 | „In Your Face”                | Sandra Marschner | Are You Dead Yet?           |
| 2006 | „Are You Dead Yet?”           | Ralf Strathmann  | Are You Dead Yet?           |
| 2008 | „Blooddrunk”                  | Sandra Marschner | Blooddrunk                  |
| 2008 | „Hellhounds on my Trail”      | Sandra Marschner | Blooddrunk                  |
| 2008 | „Smile Pretty for the Devil”  | Sandra Marschner | Blooddrunk                  |
| 2009 | „Lookin’ Out My Back Door”    | –                | Skeletons In The Closet     |
| 2011 | „Was It Worth It?”            | Dale Resteghini  | Relentless Reckless Forever |
| 2011 | „Roundtrip To Hell And Back”  | –                | Relentless Reckless Forever |
| 2013 | „Transference”                | –                | Halo of Blood               |

## Nagrody i wyróżnienia
| Rok  | Kategoria                 | Tytułem                     | Nagroda    | Nota | Źródło |
| ---- | ------------------------- | --------------------------- | ---------- | ---- | ------ |
| 2008 | Metalli-/ hardrock-albumi | Blooddrunk                  | Emma-gaala | Laur | [ 4 ]  |
| 2011 | Vuoden metallialbumi      | Relentless Reckless Forever | Emma-gaala | Laur | [ 26 ] |
| 2013 | Vuoden metallialbumi      | Halo of Blood               | Emma-gaala | Laur | [ 27 ] |